# Тен-Сліп
Тен-Сліп (англ. Ten Sleep) — місто (англ. town) в США, в окрузі Вошейкі штату Вайомінг. Населення — 246 осіб (2020).

## Географія
Тен-Сліп розташований за координатами 44°2′6″ пн. ш. 107°26′54″ зх. д. / 44.03500° пн. ш. 107.44833° зх. д. (44.035008, -107.448324).  За даними Бюро перепису населення США в 2010 році місто мало площу 0,47 км², уся площа — суходіл.

## Демографія
Згідно з переписом 2010 року, у місті мешкало 260 осіб у 133 домогосподарствах у складі 76 родин. Густота населення становила 554 особи/км².  Було 157 помешкань (334/км²).
Расовий склад населення:
| - 97,3 % — білих - 0,8 % — корінних американців - 0,4 % — азіатів |

До двох чи більше рас належало 1,5 %. Частка іспаномовних становила 0,8 % від усіх жителів.
За віковим діапазоном населення розподілялося таким чином: 17,3 % — особи молодші 18 років, 54,2 % — особи у віці 18—64 років, 28,5 % — особи у віці 65 років та старші. Медіана віку мешканця становила 54,3 року. На 100 осіб жіночої статі у місті припадало 116,7 чоловіків;  на 100 жінок у віці від 18 років та старших — 115,0 чоловіків також старших 18 років.
Середній дохід на одне домашнє господарство  становив 51 707 доларів США (медіана — 51 250), а середній дохід на одну сім'ю — 63 933 долари (медіана — 67 500). За межею бідності перебувало 14,8 % осіб, у тому числі 26,1 % дітей у віці до 18 років та 4,3 % осіб у віці 65 років та старших.
Цивільне працевлаштоване населення становило 88 осіб. Основні галузі зайнятості: освіта, охорона здоров'я та соціальна допомога — 31,8 %, сільське господарство, лісництво, риболовля — 19,3 %, мистецтво, розваги та відпочинок — 18,2 %.
За даними перепису 2000 року,
на території муніципалітету мешкало 304 людей, було 142 садиб та 83 сімей.
Густота населення становила 690,4 осіб/км². Було 158 житлових будинків.
З 142 садиб у 20,4% проживали діти до 18 років, подружніх пар, що мешкали разом, було 47,2%,
садиб, у яких господиня не мала чоловіка — 6,3%, садиб без сім'ї — 41,5%.
Власники 38,7% садиб мали вік, що перевищував 65 років, а в 16,2% садиб принаймні одна людина була старшою за 65 років.
Кількість людей у середньому на садибу становила 2,14, а в середньому на родину 2,90.
Середній річний дохід на садибу становив 24 250 доларів США, а на родину — 30 357 доларів США.
Чоловіки мали дохід 28 125 доларів, жінки — 16 250 доларів.
Дохід на душу населення був 15 761 доларів.
Приблизно 2,8% родин та 7,0% населення жили за межею бідності.
Серед них осіб до 18 років було 3,3%.
Середній вік населення становив 48 років.